# Фики
Фикрет Тунчер Али (болг. Фикрет Тунчер Али), более известен как Фики (болг. Фики); род. 3 марта 1995, Шумен, Болгария — болгарский певец в жанре поп-фолк турецкого происхождения. Сын известного певца Тони Стораро.

## Биография
Фикрет Тунчер Али родился 3 марта 1995 года в городе Шумен. Его рост 188 см. С детства интересовался музыкой. Его отец Тони Стораро — известный певец, когда Фикрет родился, ему было 19 лет.
Он являлся одним из пяти болгар, отобранных на 110 солистов международного хора Голос Молодежи, которые участвовали на открытии Олимпийских игр в Лондоне в 2012 году. Это было тогда, когда известный дирижёр Ричард Фростик увидел его в Национальной музыкальной школе имени Любомира Пипкова среди 1000 кандидатов. На кастинге Фикрет пел две песни Стиви Уандера — Lately и I Just Call To Say I Love.
Первым его хитом стал дуэт Кажи ми като мъж (рус. Скажи мне, как мужчина) с его отцом Тони Стораро. Песню сочинил греческий певец, звезда Youtube Пантелис Пантелидис. В начале октября 2013 года он выпустил ещё одну песню Кой (рус. Кто) с певицей Галеной, после этого Фики подписал контракт с звукозаписывающей компанией Пайнер. Песня получила две награды как Песня года по мнению портала signal.bg. и Дуэт года на ежегодной премии телеканала Планета
В начале 2014 года Фики презентует первую сольную песню Беше обич (рус. Это была любовь). Летом того же года Фики выпустил видеоклип на песню Стига (рус. Хватит), который снял известный клипмейкер Людмил Иларионов. Фики принял впервые участие в турне Планета лято. В октябре того же года выпустил видеоклип на песню Цветелины Яневой Страх ме е (рус. Я боюсь) при участии Фики. В том же месяце была выпущена песня Боже, прости (рус. Господи, прости). В ноябре того же года песня Горе-долу (рус. Более-менее) с певицей Преславой, а видеоклип собрал более 25 миллионов просмотров.
В июле 2015 года Фики выпустил видеоклип для дуэт с Азисом Блокиран (рус. Заблокирован). Фики получил специальную награду Модните икони за 2015 год. В ноябре того же года выпустил видеоклип на песню Джале, джале, а песню написал известный румынский продюсер Кости Ионицэ.
3 декабря 2016 года Фики презентовал дебютный альбом и одноименную песню Is This Love (рус. Это любовь).

## Личная жизнь
В октябре 2017 года Фики женился на девушке турецкого происхождения Гульджан

## Дискография
- 2016 — Is This Love / Это любовь

## Видеография
| Год  | Клип                              | Режиссёр                        | Примечание                                       |
| ---- | --------------------------------- | ------------------------------- | ------------------------------------------------ |
| 2013 | Кажи ми като мъж (с Тони Стораро) | Людмил Иларионов — Люси         | Дебютное видео и дебютный дуэт.                  |
| 2013 | Кой (с Галеной)                   | Георги Манов                    | Второй дуэтное видео и первый дуэт с Галеной     |
| 2014 | Беше обич                         | Людмил Иларионов — Люси         | Первое сольное видеоклип.                        |
| 2014 | Стига                             | Людмил Иларионов — Люси         |                                                  |
| 2014 | Боже, прости (с Галеной)          | Николай Нанков                  | Второй дуэт с Галеной.                           |
| 2014 | Горе-долу (с Преславой)           | Людмил Иларионов — Люси         |                                                  |
| 2015 | Душа                              | Николай Нанков                  |                                                  |
| 2015 | Бум                               | Людмил Иларионов — Люси         | Снимали около берега Чёрного моря.               |
| 2015 | Блокиран (с Азисом)               | Людмил Иларионов — Люси         | Пятый дуэтный видеоклип.                         |
| 2015 | Железен                           | Николай Скерлев                 |                                                  |
| 2015 | Джале, джале                      | Георги Марков                   | Видеоклип набрал более 5-ти миллионов просмотров |
| 2015 | С теб или с никой (с Преславой)   | Людмил Иларионов — Люси         | Первый дуэт с Преславой                          |
| 2016 | Вертолета                         | Георги Марков                   | Снимали видеоклип в аэродроме                    |
| 2016 | С друг ме бъркаш (с Галеной)      | Георги Марков                   | Видеоклип полностью выполнен в стиле хип-хоп     |
| 2016 | Is this love                      | Людмил Иларионов — Люси         | Первая англоязычная песня                        |
| 2017 | Ако искаш                         | Георги Марков                   |                                                  |
| 2017 | Пате                              | Георги Марков                   |                                                  |
| 2017 | Изневериш ли ми (с Галеной)       | Николай Нанков                  | Третой дуэт с Галеной.                           |
| 2017 | По мъжки (с Haktan)               | Симеон Боснешки                 |                                                  |
| 2018 | Аз измръзнах                      | Георги Марков                   |                                                  |
| 2018 | Брой до 12                        | Георги Марков                   |                                                  |
| 2018 | К'во те бърка                     | Георги Марков                   |                                                  |
| 2018 | Хайде, Слънце                     | Веселин Сивков                  |                                                  |
| 2019 | Ще те закарам                     | Людмил Иларионов — Люси         |                                                  |
| 2019 | Не ме оставяй (с Цветелина Янева) | Николай Нанков                  |                                                  |
| 2019 | Ламборгини (с Галеной)            | Виктор Антонов/Добромир Киряков | Четвертый дуэт с Галеной.                        |